# Iván Fresneda
Iván Fresneda, né le 28 septembre 2004 à Madrid en Espagne, est un footballeur espagnol qui joue au poste d'arrière droit au Sporting CP.

## Biographie

### En club
Né à Madrid en Espagne, Iván Fresneda est formé par le Real Madrid et le CD Leganés avant de rejoindre le Real Valladolid. Il est appelé avec l'équipe première en décembre 2021 par Pacheta, l'entraîneur cherchant une solution en raison notamment de l'absence de Saidy Janko, blessé. Il est le premier joueur de moins de 18 ans à atteindre l'équipe première de Valladolid depuis Dani Vega (en) en 2014.
Fresneda joue son premier match avec l'équipe première le 5 janvier 2022, lors d'une rencontre de coupe d'Espagne face au Betis Séville. Il est titularisé et son équipe s'incline par trois buts à zéro,.
Le 2 août 2022 il signe son premier contrat professionnel avec le Real Valladolid. Il est alors lié au club jusqu'en juin 2025,.
Fresneda joue son premier match de Liga le 9 septembre 2022 face au Girona FC. Il est titularisé ce jour-là et son équipe s'incline par deux buts à un. À 17 ans, 11 mois et 12 jours il est le plus jeune joueur du Real Valladolid à jouer match de Liga depuis Júlio César en 1996. Jouant de plus en plus régulièrement avec l'équipe première et étant considéré comme l'une des plus grandes promesses du football espagnol, ses performances attirent plusieurs clubs étrangers, et lors du mercato hivernal 2023 il est notamment annoncé du côté de Newcastle United ou à l'Arsenal FC,.
Le 30 août 2023, Iván Fresneda rejoint le Portugal afin de s'engager en faveur du Sporting CP. Il signe un contrat courant jusqu'en juin 2028.

### En sélection
En août 2022, Fresneda est convoqué pour la première fois avec l'équipe d'Espagne des moins de 19 ans. Il fait sa première apparition avec cette sélection le 29 août 2022, en entrant en jeu contre Israël (0-0 score final).

## Statistiques
| Saison                | Club                  | Championnat           | Championnat | Championnat | Coupe(s) nationale(s) | Coupe(s) nationale(s) | Compétition(s) continentale(s) | Compétition(s) continentale(s) | Compétition(s) continentale(s) | Total | Total |
| Saison                | Club                  | Division              | M.          | B.          | M.                    | B.                    | Comp.                          | M.                             | B.                             | M.    | B.    |
| 2021-2022             | Real Valladolid       | Liga 2                | 1           | 0           | 1                     | 0                     | -                              | -                              | -                              | 2     | 0     |
| 2022-2023             | Real Valladolid       | Liga                  | 10          | 0           | 2                     | 0                     | -                              | -                              | -                              | 12    | 0     |
| Sous-total            | Sous-total            | Sous-total            | 11          | 0           | 3                     | 0                     | -                              | -                              | -                              | 14    | 0     |
| Total sur la carrière | Total sur la carrière | Total sur la carrière | 11          | 0           | 3                     | 0                     | -                              | -                              | -                              | 14    | 0     |

## Palmarès
Sporting Portugal
- Championnat du Portugal (2) :
  - Champion en 2024 et 2025